# 31
Évszázadok: i. e. 1. század – 1. század – 2. század
Évtizedek: i. e. 10-es évek – i. e. 1-es évek – 1-es évek – 10-es évek – 20-as évek – 30-as évek – 40-es évek – 50-es évek – 60-as évek – 70-es évek – 80-as évek
Évek: 26 – 27 – 28 – 29 –  30 – 31 – 32 – 33 – 34 – 35 – 36

## Események

### Római Birodalom
- Tiberius császárt (ötödször; helyettese májustól Faustus Cornelius Sulla) és Lucius Aelius Seianust (helyettese májustól Sextus Tedius Valerius Catullus, júliustól Lucius Fulcinius Trio) választják consulnak.
- Tiberius unokáját, Nero Iulius Caesart Pontia szigeti száműzetésében meggyilkolják (vagy öngyilkosságra kényszerítik).
- Seianus hatalma csúcsára ér. Míg Tiberius császár Caprira húzódik vissza, Róma gyakorlatilag Seianus uralma alatt áll. Felállítják szobrait, születésnapját nyilvánosan megünneplik és eljegyzi Livillát (a császár fiának özvegyét). Amikor Tiberius erről tudomást szerez, a szenátushoz írt leveleivel óvatosan kipuhatolja Seianus valós támogatottságát, majd október 18-án a szenátusba rendelteti, letartóztatja, majd a szenátus halálra ítéli és megfojtatja. Ezután évekig tartó politikai tisztogatás kezdődik, Seianus családját és legközelebbi támogatóit (köztük a történetíró Velleius Paterculust) még ebben az évben, szenátusi szimpatizánsait később ítélik el és végzik ki.
- Tiberius Naevius Sutorius Macrót, a rend- és tűzőrség (vigilek) parancsnokát nevezi ki a praetoriánus gárda élére (amely Seianus halálával megürült).
- Seianus egyik rabszolgája kínvallatás közben elárulja, hogy Tiberius fiát, Drusus Iulius Caesart felesége, Livilla mérgezte meg. Livillát bebörtönzik és hagyják hogy éhen haljon.

## Halálozások
- Lucius Aelius Seianus, római politikus
- Iulia Livilla, Tiberius császár menye
- Nero Iulius Caesar, Tiberius unokája

## Fordítás
- Ez a szócikk részben vagy egészben  a(z)   31 című francia Wikipédia-szócikk ezen változatának fordításán alapul.  Az eredeti cikk szerkesztőit annak laptörténete sorolja fel. Ez a jelzés csupán a megfogalmazás eredetét és a szerzői jogokat jelzi, nem szolgál a cikkben szereplő információk forrásmegjelöléseként.